# Affaire Flick
L'affaire Flick (en allemand : Flick-Affäre) est un scandale politique ouest-allemand du début des années 1980 relatif au financement de la vie politique par la société Flick, un important conglomérat allemand, révélé par le journal Der Spiegel.
Elle amène à la démission du ministre fédéral de l'Économie Otto Graf Lambsdorff en 1984, accusé d'avoir accepté des pots-de-vin de Flick.

## Origines
En 1975, le groupe industriel Flick vend pour près de deux milliards de deutsche mark 29 % de ses actions de Daimler-Benz à la Deutsche Bank. Le ministre fédéral de l'Économie Hans Friderichs, ainsi que son successeur Otto Graf Lambsdorff, s’engagent à ce que le produit de cette transaction ne soit pas imposé, au motif que « cet argent a été réinvesti de façon particulièrement bénéfique à l’économie nationale ».

## Scandale
En novembre 1981, les services fiscaux allemands effectuent une fouille dans les bureaux du comptable de la société Flick, Rudolf Diehl. 
Ils découvrent alors des listes répertoriant des versements du groupe à des dirigeants des plus importants partis politiques du pays : le président de l'Union chrétienne-démocrate d'Allemagne (CDU) Helmut Kohl, le président de l'Union chrétienne-sociale en Bavière (CSU) Franz-Josef Strauß, l'ancien président fédéral issu du Parti libéral-démocrate (FDP) Walter Scheel, le ministre Graf Lambsdorff (FDP), son prédécesseur Friderichs (FDP), et l'ancien ministre fédéral des Finances issu du Parti social-démocrate d'Allemagne, Hans Matthöfer (SPD).
Le Bundestag met alors en place une commission d'enquête sous la présidence du député fédéral de Hesse Manfred Langner. Elle conclura qu’entre 1969 et 1980, le groupe Flick a versé un total de 25 millions de deutsche mark aux principaux partis politiques allemands de la République fédérale.

## Répercussions
En novembre 1983, le ministère public engage des poursuites, à la suite de quoi le ministre Otto Graf Lambsdorff remet sa démission. Quelques mois plus tard, l’ancien ministre Hans Friderichs quitte ses fonctions de porte-parole du directoire de la Dresdner Bank. Puis, le 25 octobre 1984, à la suite d'une déclaration de Günter Max Paefgen, l’un des associés au sein de Flick, devant la commission d'enquête, le président du Bundestag Rainer Barzel doit à son tour se démettre.
En revanche, les dirigeants du groupe Flick et les autres hommes politiques impliqués dans le scandale s'en tirent mieux. À l’issue du procès pour corruption, Eberhard von Brauchitsch, chef de la direction de Flick, est condamné en février 1987 à deux années d’emprisonnement avec sursis et à une amende. Les ministres fédéraux de l’Économie impliqués dans le scandale sont eux aussi astreints à de fortes amendes. Toutefois, les charges de corruption active et passive ne sont pas retenues à l’encontre des trois accusés. Friedrich Karl Flick, qui clamera son innocence tout au long du procès, ne sera jamais inquiété pour les pratiques financières douteuses de son entreprise.

### Sources
- (en) Cet article est partiellement ou en totalité issu de l’article de Wikipédia en anglais intitulé « Flick affair » (voir la liste des auteurs).